# Sigmund Geiges

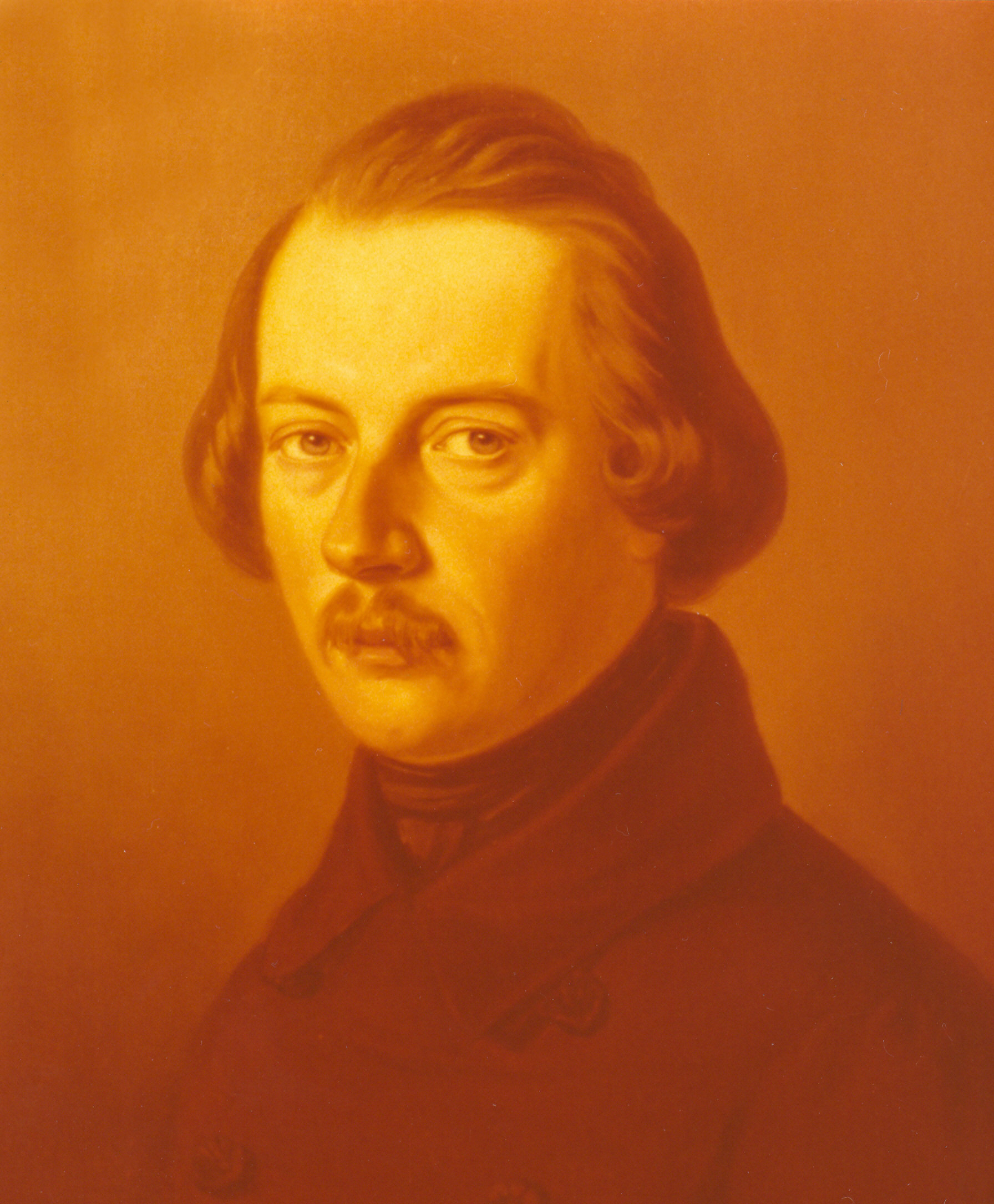
Sigmund Geiges, um 1855

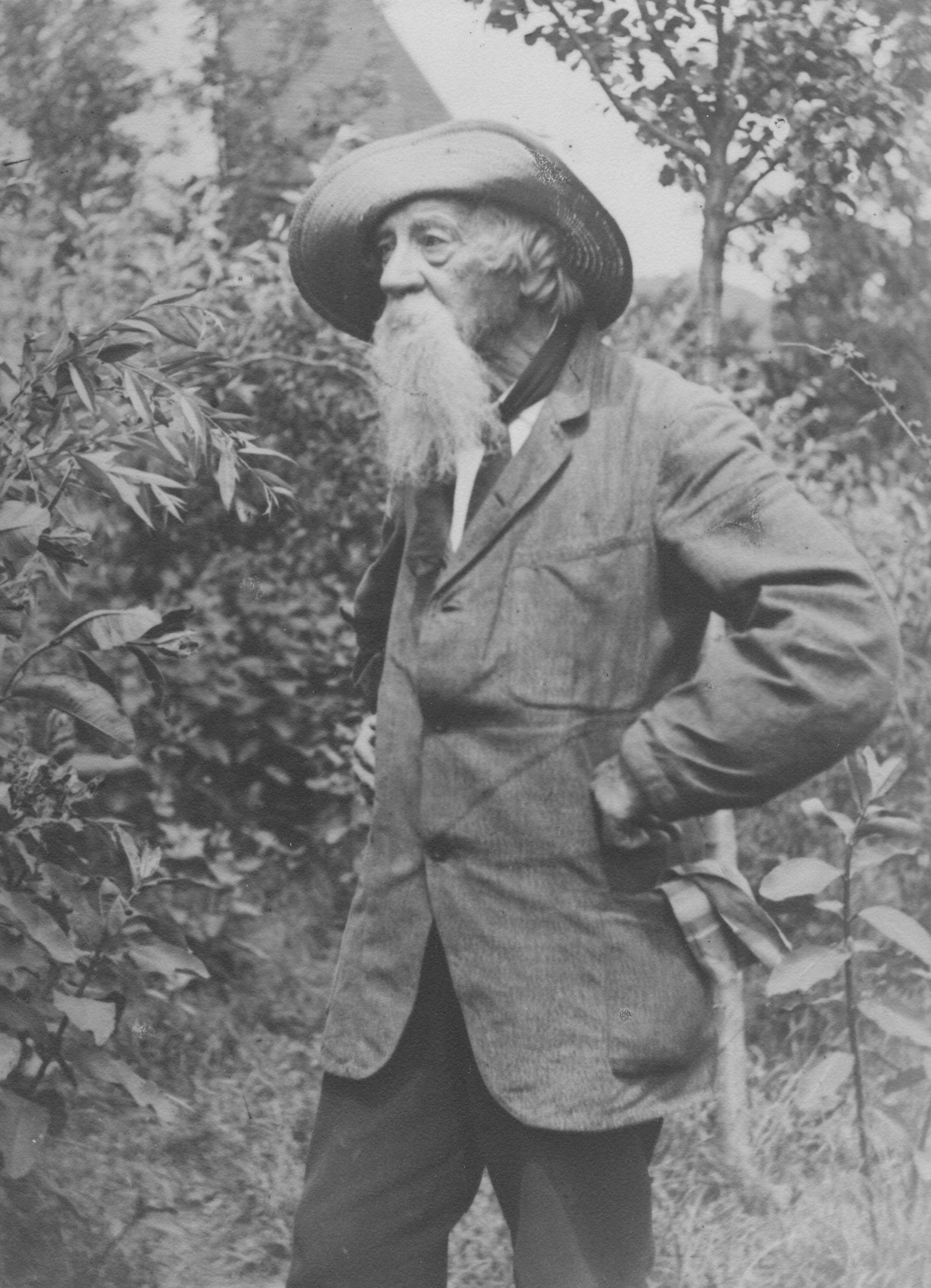
Sigmund Geiges, um 1895

Sigmund Geiges (* 10. November 1810 in Freiburg im Breisgau; † 9. Februar 1898 ebenda) war ein deutscher Architekt und Stadtbaumeister der Stadt Freiburg im Breisgau.

## Leben

### Familie
Sigmund Geiges wurde als einziger Sohn von Franz Anton Geiges (1777–1860) und seiner Frau Josepha geb. Zipfel (1785–1859) geboren. Franz Anton Geiges war von 1819 bis 1842 Kreisrevisor für den gesamten Oberrheinkreis mit Sitz in Freiburg. Der Großvater Joseph Geiges (1731–1797) stammte aus Raithaslach bei Stockach am Bodensee, war 1760 nach Freiburg ausgewandert, wurde 1761 aus der habsburgischen Leibeigenschaft entlassen (Stadtluft macht frei!), konnte sich in die Zunft der Leinenweber einkaufen und wurde schließlich 1786 Zunftmeister.
Thekla, eine der beiden Schwestern von Sigmund Geiges, war mit dem Freiburger Bildhauer Alois Knittel verheiratet. Er war insgesamt dreimal verheiratet, aus seiner zweiten Ehe mit Elisabeth Stein stammt der Sohn Oskar (1849–1923, Architekt), aus seiner dritten Ehe mit Theresa Baumann der Sohn Fritz (1853–1935, Glasmaler und Restaurator).

### Werdegang
Sigmund Geiges studierte an den Hochschulen in Freiburg und Karlsruhe. Nach praktischen Berufserfahrungen und Bildungsreisen durch ganz Europa war Sigmund Geiges als Lehrer tätig, zunächst an der Gewerbeschule für Bauhandwerker in Baden-Baden, danach in Triberg und am großherzoglichen Gymnasium in Offenburg.
1856 erhielt er eine Anstellung als Architekt beim Freiburger Bauamt. Nach dem Tode von Stadtbaumeister Jakob Straub wurde Sigmund Geiges dessen Nachfolger mit Verantwortlichkeit für die städtebauliche Entwicklung. Diese war durch den raschen Anstieg der Freiburger Bevölkerung nach der Reichsgründung 1871(1871: 24000 Einwohner, 1885: 40000 Einwohner) vor besondere Aufgaben gestellt.
1885 ging Sigmund Geiges mit 75 Jahren in Pension. Er starb 1898 in seiner Heimatstadt und wurde im Familiengrab auf dem Hauptfriedhof beigesetzt.

## Akten
- Personalakten Sigmund Geiges, Stadtarchiv Freiburg C1 Diener und Dienste 23